# بریتانیای کبیر در المپیک تابستانی ۲۰۱۲
بریتانیا به عنوان میزبان بازی‌های المپیک تابستانی ۲۰۱۲ یکی از شرکت‌کنندگان این مسابقات بوده است.
بریتانیا با ۵۴۱ ورزشکار در ۲۶ رشته ورزشی توانسته است ۲۹ مدال طلا، ۱۷ نقره و ۱۹ برنز کسب کند و در جایگاه سوم رده‌بندی کلی این دوره بازی‌های المپیک قرار بگیرد.

## هزینه‌های ورزش بریتانیا

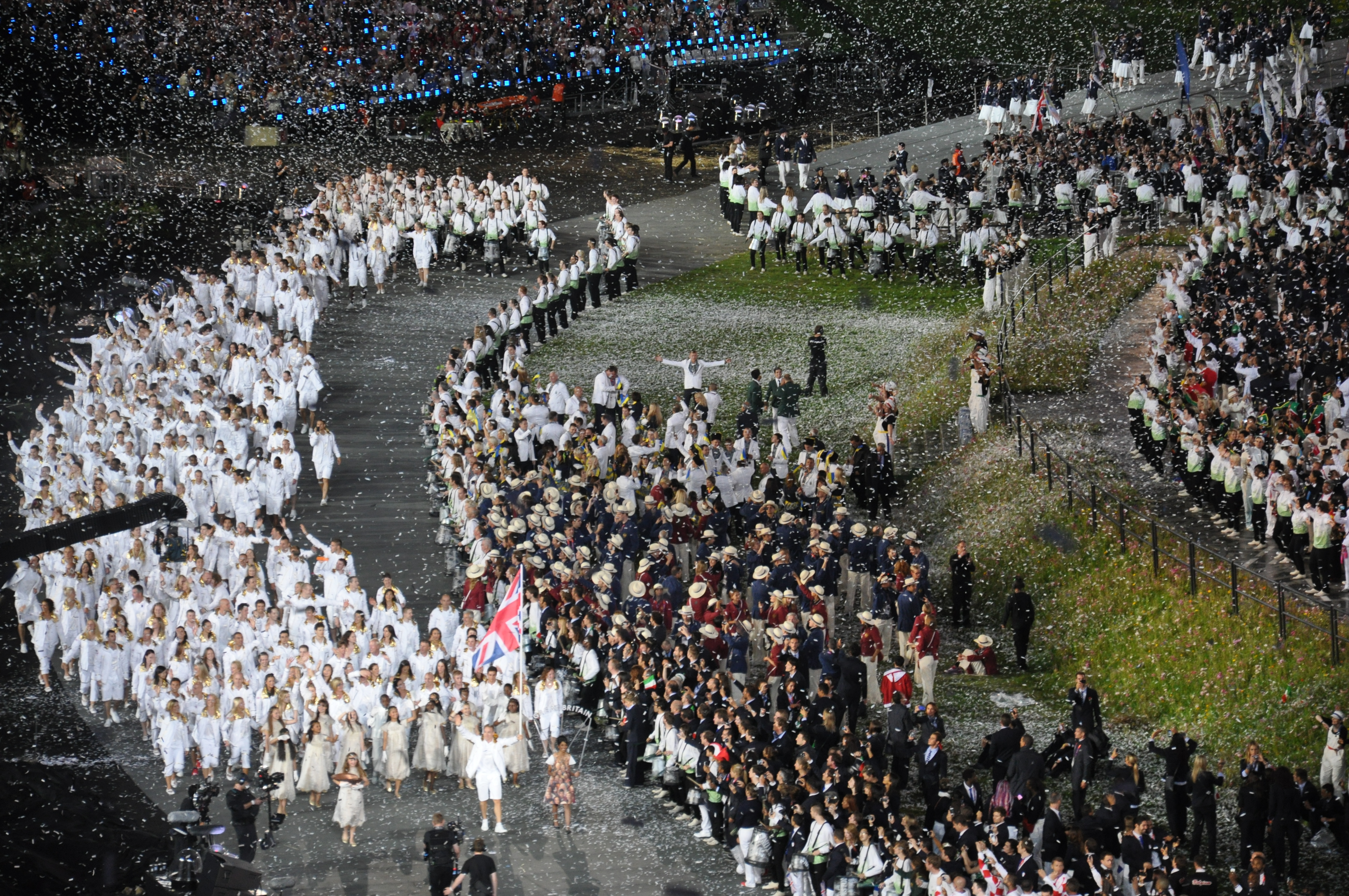
ورزشکاران بریتانیا در حال ورود به ورزشگاه محل برگذاری مراسم افتتاحیه بازی‌ها.

| ورزش              | هزینه        |
| ----------------- | ------------ |
| تیراندازی با کمان | £۴٬۴۰۸٬۰۰۰   |
| دو و میدانی       | £۲۵٬۱۴۸٬۰۰۰  |
| بدمینتون          | £۷٬۴۳۴٬۹۰۰   |
| بسکتبال           | £۸٬۵۹۹٬۰۰۰   |
| بوکس              | £۹٬۵۵۱٬۰۰۰   |
| کانو              | £۱۶٬۱۷۶٬۰۰۰  |
| دوچرخه‌سواری       | £۲۶٬۰۳۲٬۰۰۰  |
| شیرجه             | £۶٬۵۳۵٬۰۰۰   |
| سوارکاری          | £۱۳٬۳۹۵٬۱۰۰  |
| شمشیربازی         | £۲٬۵۳۵٬۳۳۵   |
| هاکی روی چمن      | £۱۵٬۰۱۳٬۲۰۰  |
| ژیمناستیک         | £۱۰٬۷۷۰٬۶۰۰  |
| هندبال            | £۲٬۹۲۴٬۷۲۱   |
| جودو              | £۷٬۴۹۸٬۰۰۰   |
| پنج‌گانه مدرن      | £۶٬۲۸۸٬۸۰۰   |
| رویینگ            | £۲۷٬۲۸۷٬۶۰۰  |
| قایق‌رانی          | £۲۲٬۹۴۲٬۷۰۰  |
| تیراندازی         | £۲٬۴۶۱٬۸۶۶   |
| شنا               | £۲۵٬۱۴۴٬۶۰۰  |
| شنای موزون        | £۳٬۳۹۸٬۳۰۰   |
| تنیس روی میز      | £۱٬۲۱۳٬۸۴۸   |
| تکواندو           | £۴٬۸۳۳٬۶۰۰   |
| سه‌گانه            | £۵٬۲۹۱٬۳۰۰   |
| والیبال           | £۳٬۵۳۶٬۰۷۷   |
| وزنه‌برداری        | £۱٬۳۶۵٬۱۵۷   |
| کشتی              | £۱٬۴۳۵٬۲۱۰   |
| مجموع             | £۲۶۴٬۱۴۳٬۷۵۳ |

## شرکت‌کنندگان
جدول ذیل نمایانگر تعداد شرکت‌کنندگان هر رشته می‌باشد. توجه: تعداد شرکت‌کنندگان در شمشیربازی، هاکی روی چمن، فوتبال و هندبال به تعداد بازیکنان نمی‌باشد.
۲۷۹
| ورزش              | مردان | زنان | مجموع |
| ----------------- | ----- | ---- | ----- |
| تیراندازی با کمان | ۳     | ۳    | ۶     |
| دو و میدانی       | ۴۴    | ۳۳   | ۷۷    |
| بدمینتون          | ۲     | ۲    | ۴     |
| بسکتبال           | ۱۲    | ۱۲   | ۲۴    |
| بوکس              | ۷     | ۳    | ۱۰    |
| قایق‌رانی          | ۹     | ۶    | ۱۵    |
| دوچرخه‌سواری       | ۱۵    | ۱۲   | ۲۷    |
| شیرجه             | ۵     | ۷    | ۱۲    |
| سوارکاری          | ۷     | ۶    | ۱۳    |
| شمشیربازی         | ۴     | ۶    | ۱۰    |
| هاکی روی چمن      | ۱۶    | ۱۶   | ۳۲    |
| فوتبال            | ۱۸    | ۱۸   | ۳۶    |
| ژیمناستیک         | ۵     | ۱۳   | ۱۸    |
| هندبال            | ۱۴    | ۱۴   | ۲۸    |
| جودو              | ۷     | ۷    | ۱۴    |
| پنج‌گانه مدرن      | ۲     | ۲    | ۴     |
| رویینگ            | ۲۸    | ۱۹   | ۴۷    |
| قایق‌رانی بادبانی  | ۹     | ۷    | ۱۶    |
| تیراندازی         | ۷     | ۴    | ۱۱    |
| شنا               | ۲۳    | ۲۱   | ۴۴    |
| شنای موزون        | ۰     | ۹    | ۹     |
| تنیس روی میز      | ۳     | ۳    | ۶     |
| تکواندو           | ۲     | ۲    | ۴     |
| تنیس              | ۴     | ۴    | ۸     |
| سه‌گانه            | ۳     | ۳    | ۶     |
| والیبال           | ۱۴    | ۱۴   | ۲۸    |
| واترپلو           | ۱۳    | ۱۳   | ۲۶    |
| وزنه‌برداری        | ۳     | ۲    | ۵     |
| کشتی              | ۰     | ۱    | ۱     |
| مجم. ع            | ۲۶۲   | ۲۶۲  | ۵۴۱   |